# Крутая Буда
Крутая Буда — село в Стародубском муниципальном округе Брянской области.

## География
Находится в южной части Брянской области на расстоянии приблизительно 26 км по прямой на юг от районного центра города Стародуб.

## История
Упоминается с середины XVIII века. До 1781 года состояло во 2-й полковой сотне Стародубского полка. Кладбищенская Мариинская церковь упоминалась с середины XIX века (не сохранилась). В середине XX века работал колхоз «Красный луч». В 1859 году здесь (село Стародубского уезда Черниговской губернии) было учтено 63 двора, в 1892—120. В 1941 году в селе насчитывалось 172 двора. До 2020 года входило в состав Воронокского сельского поселения Стародубского района до их упразднения.

## Население
Численность населения: 480 человек (1859 год), 832 (1892), 264 человека в 2002 году (русские 96 %), 142 в 2010.